# Râul Valea lui Dan, Someșul Mare
Râul Valea lui Dan este un curs de apă, afluent al râului Someșul Mare.

## Hărți
- Harta Munții Rodnei  Arhivat în 22 iulie 2020, la Wayback Machine.
- Harta Munții Rodnei